# Karl Theodor von Heigel
Karl Theodor Ritter von Heigel (23. august 1842 i München – 23. marts 1915 sammesteds) var en tysk historiker, bror til Karl August von Heigel.
von Heigel blev 1873 docent i historie, 1879 ekstraordinær og 1885 ordentlig professor og leder af det historiske seminar ved Münchens Universitet. Han har skrevet Das Herzogthum Bayern zur Zeit Heinrichs des Löwen und Ottos von Wittelsbach (i forening med Riezler, 1867); Ludwig I, König von Bayern (1872); Der österreichischen Erbfolgestreit (1877); Münchens Geschichte (1882); Das Tagebuch Kaiser Karls VII (1883); Neue Historische Vorträge und Aufsätze (1883); Historische Vorträge und Studien (1887); Quellen und Abhandlungen zur neueren Geschichte Bayerns (1885, ny række 1890); Deutsche Geschichte vom Tode Friedrichs den Grossen bis zur Auflösung des alten Reichs (1893 fl.).